# La Blancaneu i els set nans (pel·lícula)
|  | Aquest article tracta sobre la pel·lícula dirigida per David Hand. Vegeu-ne altres significats a «Blancaneu (desambiguació)». |

La Blancaneu i els set nans (títol original en anglès: Snow White and the Seven Dwarfs) és una pel·lícula musical animada estatunidenca de 1937, dirigida per David Hand i produïda per Walt Disney. Es tracta del primer llargmetratge sonor i en colors de dibuixos animats de la història del cinema. Si bé no va ser el primer llargmetratge de la història de l'animació, sí que va ser el primer a assolir un ampli èxit internacional, i també el primer de dibuixos animats rodat en Technicolor. Es basa en el conte homònim dels germans Grimm.
La Blancaneu va ser nominada a l'Oscar a la millor banda sonora als Premis de l'Acadèmia de 1938, i l'any següent, el productor Walt Disney va rebre un Oscar honorífic per la pel·lícula. El premi va ser únic, consistent d'una de mida normal, més set estatuetes Oscar en miniatura que van ser entregades a Disney per Shirley Temple.
El 1989, la Biblioteca del Congrés dels Estats Units va considerar la pel·lícula "culturalment, històricament o estèticament significativa" i la va seleccionar com una de les 25 primeres pel·lícules per a la seva conservació al National Film Registry. L'American Film Institute la va classificar entre les 100 millors pel·lícules estatunidenques, i també la va considerar la millor pel·lícula d'animació de tots els temps el 2008. La interpretació de Disney del conte de fades ha tingut un efecte cultural important, donant lloc a atraccions populars de parc temàtic, un videojoc i un musical de Broadway.

## Argument
Tracta d'una bella princesa anomenada Blancaneu, que la seva malvada madrastra, la Reina Malvada, vol matar perquè la Blancaneu la supera en bellesa. Després de fugir arriba a la cabana dels set nans per a amagar-se de la seva fúria.
És també el primer llargmetratge de dibuixos animats filmat en Technicolor el 1938.
Quan la Reina Malvada, la malvada madrastra i bruixa de la Blancaneu, s'assabenta que la seva fillastra Blancaneu s'amaga a la caseta dels set nans del bosc, decideix de disfressar-se de bruixa lletja i vella i anar-la a matar amb una poma enverinada. Els set nans decideixen de venjar-la i van a cercar la Reina Malvada, la malvada madrastra i bruixa de la Blancaneu, fins que aquesta cau daltabaix per un barranc.
Els set nans fiquen la princesa Blancaneu adormida en un taüt de vidre, perquè no tenen cor per a enterrar-la. Un dia apareix el Príncep i desperta la princesa Blancaneu amb un petó d'amor veritable trencant el terrible encanteri del somni de mort de la malvada madrastra, la Reina Malvada. La Blancaneu i el Príncep se'n van a viure al castell del Príncep, es casen i viuen feliços durant la resta de les seves dues vides.

## Diferències amb el conte
La mare de la Blancaneu, la Reina Bona, apareix al principi del conte del Germans Grimm, en contrast amb la malvada madrastra i bruixa dolenta de la Blancaneu, la Reina Malvada, mentre que aquesta figura de la Reina Bona, la bona mare de la Blancaneu, no hi és a la pel·lícula. Al conte original la Reina Malvada, la malvada madrastra i bruixa de la Blancaneu, fa tres presents (unes cintes i uns llaços, una pinta i una poma enverinada) a la seva fillastra, la princesa Blancaneu (els tres regals i la repetició de l'escena són propis del gènere de conte de fades) mentre que la pel·lícula se centra en la poma enverinada i no es posa tant d'èmfasi en l'engany (ella accepta l'oferiment per bondat, sense desconfiar-hi). Els set nans guanyen protagonisme a la pantalla, essent els actors de la venjança i protagonitzant escenes còmiques que no provenen en la rondalla original dels Germans Grimm. En aquest punt, per contra, la Reina Malvada, la malvada madrastra i bruixa de la Blancaneu, no mor d'una caiguda mortal com en el film, mentre que en el conte original del Germans Grimm la malvada madrastra i bruixa de la Blancaneu, la Reina Malvada, acaba morint de cansament per haver ballat amb unes sabates de ferro roents escalfades al foc.

## Orígens i producció

### Primeres adaptacions
Cal destacar que la primera producció cinematogràfica de la Blancaneu no va ser l’any 1937, sinó que molt abans ja s'havien fet altres versions d’aquesta pel·lícula.
Ens remuntem a l’1 de maig de l’any 1903, on es va fer la primera adaptació cinematogràfica muda produïda per Siegmund Lubin als Estats Units, fet que va desencadenar posteriorment una sèrie d'altres adaptacions de la mateixa pel·lícula. Així doncs, set anys més tard l’any 1910, apareix una nova versió francesa anomenada Le Petit Flocon de Neige, seguida per una versió de 1913 d’Educational Films on els personatges infants feien el paper dels set nans. És en aquest moment que apareix una nova idea de la pel·lícula Blancaneu, despertada per un petó del príncep, canviant el relat original dels Germans Grimm on la protagonista és aixecada per alliberar-la del tros de poma enverinat situat i atrapat a la seva boca.
El 21 de desembre de 1916 es va estrenar una nova adaptació, una pel·lícula muda de J. Searle Dawley i produïda per Paramount Pictures. Aquesta pel·lícula s'estrena el febrer de 1917 al Saló de Convencions de la Ciutat de Kansas City, amb quatre projectors en quatre pantalles. Walt Disney, que aleshores tenia 15 anys i vivia en aquesta ciutat, va assistir per primera vegada a la projecció d'un llargmetratge. Va veure la pel·lícula en dues de les quatre pantalles i va quedar molt impressionat, però va assenyalar que no estaven sincronitzades. Aquesta pel·lícula seria l'origen de la idea d'un llargmetratge d'animació.
Després de diverses versions del clàssic dels germans Grimm realitzades per diferents estudis, Paramount va fer el mateix el 30 de març de 1933 amb un curtmetratge animat i sonor dirigit per Dave Fleischer, amb Betty Boop com Blancaneu.

### Necessitat de fer un llargmetratge
Contràriament a la creença popular, el primer llargmetratge d'animació de la història del cinema no és La Blancaneus i els set nans sinó El apóstol, pel·lícula muda  argentina de 60 minuts dirigida per Quirino Cristiani i produïda per Federico Valle el 1917. Cristiani també va dirigir el 1931 Peludópolis, el primer llargmetratge sonor de dibuixos animats. Aquestes dues pel·lícules argentines van ser fetes amb cartrons retallats. Amb la producció italiana de 1936, Le Avventure di Pinocchio, tot i romandre inacabada, hi ha almenys tres llargmetratges d'animació que precedeixen el clàssic de Disney. La Blancaneus i els set nans és, en canvi, el primer llargmetratge d'animació del món amb so i color. Disney utilitza el procés Technicolor que havia utilitzat per al curtmetratge Flowers and Trees (1932) de la série Silly Symphonies llavors amb l'exclusiva fins al 1934, així com altres tecnologies com la càmera multiplà i el rotoscopi.
Anys enrere a partir de l'any 1924, la productora de Walt Disney havia començar-se a fer-se conèixer en el món de l'animació amb sèries de curts com Alice Comedies (1923-1927), Mickey Mouse (des de 1928) o Silly Symphonies (1929-1939). Però a mesura que anaven passant els anys, la necessitat de la productora per fer llargmetratges i diversificar el seu negoci més enllà de l’èxit dels dibuixos animats creixia exponencialment. Les motivacions d’aquesta necessitat es basaven en motius financers, ja que la producció de curtmetratges permetria obtenir tot just els diners suficients com per produir altres curtmetratges nous. A diferència de les produccions amb famosos de Hollywood com Charles Chaplin o Greta Garbo, els curtmetratges d’animació només rebien una petita part de la recaudació de diners de les sales de cinema, cosa que provocava que els costos de producció augmentessin, però no els seus ingressos. Així doncs, l'estudi Walt Disney va decidir de passar-se a la producció de llargmetratges per a poder sobreviure. També hi havia una motivació artística, ja que els curtmetratges no permetien enriquir als personatges a causa de la seva curta duració, per tant la trama i el realisme quedaven pobres als ulls dels espectadors i impedia la possibilitat d’escapar-se de la realitat veient els dibuixos animats. Tot seguit, en finalitzar la producció de The Pied Piper l’any 1934, segons l’animador estatunidenc Ted Sears, contractat per Walt Disney, la creació d’aquesta producció va permetre arribar a «la conclusió que els millors valors de la productora es veien reflectits a la pantalla gran a través dels animals animats i que no hem anat prou lluny per entendre correctament els humans».
En conseqüència, el mateix any, Walt Disney va invertir tota la seva fortuna per a la creació de la producció de La Blancaneu i els set nans que s'estrenaria tres anys més tard al 21 de desembre de 1937 als Estats Units, sent el seu primer llargmetratge hollywoodià d’animació en color de la història a nivell cinematogràfic.

### Desenvolupament

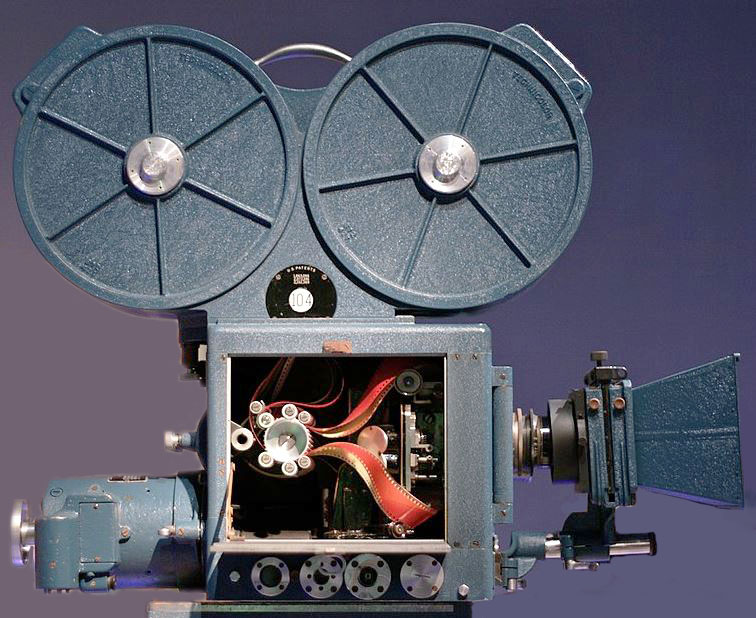
Càmera Technicolor dels anys 30 amb tres cintes. Màquina utilitzada per a la producció de La Blancaneu i els set nans, primer llargmetratge d’animació en color de la història cinematogràfica.

Walt Disney va concebre la idea de fer el seu primer llargmetratge l'any 1933, quan el seu estudi d'animació estava centrat en la producció de curtmetratges d'animació, com ara la sèrie Silly Symphonies. Tot i que eren populars entre el públic, Disney creia que els curts no aportaven prou beneficis per al creixement de l'estudi; també va veure el llargmetratge com una manera d'expandir les seves "possibilitats de narració", permetent trames elaborades i el desenvolupament de personatges. A finals de març de 1933, va ser abordat per Mary Pickford (cofundadora de United Artists que distribuïa les produccions de Disney en aquell moment) amb una proposta per a una versió en llargmetratge d'animació/o imatge real de la novel·la de Lewis Carroll Alícia en terra de meravelles (1865); però, el projecte va ser abandonat aviat quan Paramount Pictures va començar la producció de la seva versió pròpia en pel·lícula. Disney va considerar llavors utilitzar el mateix concepte per a una adaptació cinematogràfica del conte de Washington Irving "Rip Van Winkle" (1819) protagonitzat per Will Rogers, però tampoc no va funcionar a causa de Paramount, que tenia els drets de la història, i es va negar a donar permís.
Després de l'exitós llançament del curtmetratge de Silly Symphony Three Little Pigs el maig de 1933, Disney es va veure reforçat en la seva decisió de fer un llargmetratge i va començar a presentar el idea al seu personal mitjançant una "infiltració lenta" – compartint-la amb tothom individualment durant converses casuals. Va entrar en negociacions amb Merian C. Cooper per produir una versió animada de llarga durada de l'opereta de Victor Herbert de 1903 Babes in Toyland en Technicolor; el projecte es va oferir a RKO Radio Pictures, que posseïa els drets de l'obra, però els executius d'RKO ho van rebutjar. El juliol de 1933, Disney va revelar per primera vegada els seus plans per fer un llargmetratge a The Film Daily (tot i que encara no havia aconseguit trobar una resposta del executius de United Artists), i més o menys al mateix temps, se li va acostar amb una oferta per a una versió animada de la novel·la de Felix Salten de 1923 Bambi: Eine Lebensgeschichte aus dem Walde (Bambi, una vida als boscos) en aliança amb el director Sidney Franklin. Disney finalment va rebutjar la idea, sentint que el seu estudi no estava preparat per als reptes tècnics que Bambi hauria presentat. En aquella època també es van suggerir els poemes d'Homer la Ilíada i l'Odissea, així com el llibre de Jonathan Swift de 1726 Els viatges de Gulliver.
| «                                                                          | (anglès) I don't know why I picked Snow White. It's a thing I remembered as a kid. I saw Marguerite Clark in it in Kansas City one time when I was a newsboy. They had a big showing for all the newsboys. And I went and saw Snow White. It was probably one of my first big feature pictures I'd ever seen. That was back in 1916 or something. Somewhere way back. But anyways, to me I thought it was a perfect story. I had the sympathetic dwarfs and things. I had the prince and the girl. The romance. I had the heavy. I just thought it was a perfect story. | (català) No sé per què vaig triar La Blancaneus. És una cosa que recordava de petit. Vaig veure la Marguerite Clark a Kansas City una vegada quan jo era encarregat de premsa. Van tenir una gran projecció per a tots els periodistes. I vaig anar i vaig veure La Blancaneus. Probablement va ser una de les primeres grans pel·lícules que vaig veure. Això va ser el 1916 o alguna cosa així. En algun lloc molt enrere. Però de totes maneres, a mi em va semblar una història perfecta. Vaig tenir els nans simpàtics i coses. Vaig tenir el príncep i la noia. El romanç. Vaig tenir el pesat. Només vaig pensar que era una història perfecta. | » |
| — Walt Disney, en escollir "La Blancaneus" per al seu primer llargmetratge | | |   |

Disney va escollir el conte de fades de 1812 "La Blancaneus" dels Germans Grimm a la primavera de 1934. Coneixia la història des que era adolescent, després d'haver vist la pel·lícula muda de 1916, que més tard va citar com la raó principal per triar "La Blancaneus" per a la seva primera producció de llargmetratges. Disney havia planejat originalment produir Blancaneus com a curt de Silly Symphony, però ho va reconsiderar, creient que la història tenia prou potencial per a una adaptació en llargmetratge. Va anunciar formalment els seus plans a Blancaneus i els set nans al The New York Times el juny de 1934, estimant que la pel·lícula es podria produir amb un pressupost de 250.000 dòlars, que era aproximadament deu vegades el pressupost d'una Silly Symphony mitjana. El projecte (aleshores conegut com a "Feature Symphony") va ser desenvolupat inicialment per una petita unitat d'escriptors que Disney supervisaria personalment, abans de ser presentat al personal de l'estudi en general el 30 d'octubre de 1934, quan es va completar l'esquema bàsic de la història. Tal com van recordar més tard alguns animadors, Disney els va muntar a l'escenari sonor al vespre i va representar tota la història de la Blancaneus durant tres hores, i va acabar amb l'anunci del seu primer llargmetratge.
Tot i que el personal de l'estudi estava entusiasmat amb el projecte, no estaven segurs que uns dibuixos animats de llarga durada mantindrien l'atenció del públic. Ward Kimball va dir que els van explicar els magnats del Hollywood (com ara W. C. Fields) que "estaven bé, sis-set minuts, com els curts, però una hora i mitja, de cap manera! La gran raó era que et quedes sense coses divertides, havies de riure un cop per minut. I els colors brillants et farien mal als ulls, tothom s'aixecaria i marxaria... Walt, per descomptat, no s'ho creia, si tenies una història sòlida no només riure, sinó tragèdia, funcionaria." Tant la dona de Disney, Lillian, com el seu germà Roy (que també era el seu soci de negocis) van intentar sense èxit dissuadir-lo, i els experts de la indústria cinematogràfica es van referir a la pel·lícula amb burla com "Disney's Folly" (la bogeria de Disney) mentre estava en producció.

### Animació

#### Direcció artística
La Blancaneu i els set nans inclou contribucions de tres artistes europeus que van anar a treballar a Walt Disney Studios als anys 30. El 1936, Albert Hurter va ser designat com encarregat de supervisar la direcció artística de la pel·lícula; tots els dissenys utilitzats a la pel·lícula, des dels dissenys de vestuari dels personatges fins a maquetes i fons, havien d'obtenir la seva aprovació abans de ser finalitzats. Després d'haver tingut una formació en art acadèmic, Hurter va ser fonamental per idear l'aspecte germànic general de la pel·lícula, incorporant il·lustracions europees i tècniques de pintura a l'animació. Ferdinand Horvath, que havia tingut treballava a l'estudi des de 1934,  també va ser contractat com a dibuixant inspirador de la pel·lícula, proporcionant una sèrie de conceptes foscos per a la pel·lícula. Molts dels seus altres dissenys van ser finalment rebutjats perquè es traduïen amb menys facilitat a l'animació que els de Hurter, i Hovarth no va rebre cap crèdit per la pel·lícula. A la primavera de 1936, quan començava el procés d'animació, Hurter i Hovarth es van unir per Gustaf Tenggren. Tenggren va ser utilitzat com a estilista de color i per determinar l'escenificació i l'atmosfera de moltes de les escenes de la pel·lícula, ja que el seu estil va agafar en préstec a Arthur Rackham i John Bauer i així posseïa la qualitat d'il·lustració europea que buscava Walt Disney. També va dissenyar els pòsters de la pel·lícula i va il·lustrar el llibre de premsa. Altres artistes que van treballar a la pel·lícula van incloure Joe Grant, la contribució més significativa del qual va ser el disseny de la forma de la bruixa de la Reina.

#### Animació de personatges
Durant el procés de creació de la producció es van plantejar diferents problemes per als animadors de Disney, ja que volien aconseguir que els personatges es moguessin amb naturalitat. Els dibuixants tenien experiència en il·lustrar animals, però no tenien cap experiència en l’animació d’humans. Per això, la productora va encarregar la filmació d’actors incloent nans per fer estudis previs del moviment d’humans fotograma a fotograma. Es van utilitzar diferents mètodes d’animació i acolorit molt innovadors en aquella època com el procés de Technicolor, invent que constituïa una càmera capaç de transferir els tres colors ciant, magenta i groc a la còpia definitiva d’una escena, la càmera multiplà, un objecte que posseïa làmines de vidre col·locades en diferents nivells permeten agrupar diferents elements de l'escena que es trobaven en diferents distàncies per formar un sol pla obtenint sensació de profunditat en un espai tridimensional. Aquesta va constituir una tècnica tan efectiva que es faria servir fins l’arribada de l'era tecnològica d’efectes especials a través dels ordinadors. Finalment, també es va fer ús del rotoscopi, tècnica d’animació basada en filmar una escena real i a sobre d’aquesta dibuixar posteriorment la seva il·lustració fotograma a fotograma per dur a terme l’animació de cada escena.

## Recepció
Es preestrena el 21 de desembre de 1937, i la seva estrena a cinemes va tenir lloc el 8 de febrer de 1938. La pel·lícula va ser distribuïda per RKO Radio Pictures, amb la qual l'empresa de Disney tenia signat un acord de distribució. El guió de la pel·lícula es basa en el cèlebre conte de fades La Blancaneu i els set nans, dels germans Grimm. Com en el conte original, la Reina Malvada (la malvada madrastra i bruixa de la Blancaneu), gelosa de la bellesa de la seva dolça i jove fillastra, la princesa Blancaneu, ordena el seu assassinat a un caçador, però Blancaneu fuig i troba refugi en una caseta del bosc al costat dels set nans. El guió de la pel·lícula va ser adaptat per Dorothy Ann Blank, Richard Creedon, Merrill De Maris, Otto England, Earl Hurd, Dick Rickard, Ted Sears i Webb Smith. David Hand va ser el director supervisor, i William Cottrell, Wilfred Jackson, Larry Morey, Perc Pearce, i Ben Sharpsteen es van encarregar de la direcció de les seqüències.
La pel·lícula va ser l'èxit més gran de taquilla de l'any 1938, convertint-se en la pel·lícula més taquillera de la història per davant de The Singing Fool, tot i que l'any següent fou superada per Allò que el vent s'endugué. Ajustat a la inflació, és una de les deu pel·lícules més taquilleres de la història al Canadà i els Estats Units i la més taquillera entre les pel·lícules d'animació a nivell mundial.
La cançó dels nans Heigh-Ho ha esdevingut una icona de la cultura popular. La cançó Someday My Prince Will Come s'ha convertit en un estàndard de jazz que ha estat interpretada per nombrosos artistes, entre ells Buddy Rich, Lee Wiley, Oscar Peterson, Frank Churchill, Oliver Jones; i Andrea Motis i el Joan Chamorro Group; també va ser el títol d'àlbums de Miles Davis, Wynton Kelly i Alexis Cole.
reconeixements de l'American Film Institute
L'American Film Institute (AFI), una organització independent sense ànim de lucre creada als Estats Units pel programa National Endowment for the Arts, publica una varietat de premis anuals i llistes de pel·lícules que reconeixen l'excel·lència en la realització de cinema. La sèrie AFI 100 Years..., que es va desenvolupar entre 1998 i 2008, va crear llistes categoritzades de les millors pel·lícules dels Estats Units seleccionades per jurats formats entre més de 1.500 artistes, estudiosos, crítics i historiadors. La inclusió d'una pel·lícula en una d'aquestes llistes es basava en la popularitat de la pel·lícula al llarg del temps, la importància històrica i l'impacte cultural. Snow White and the Seven Dwarfs va ser seleccionada per jurats per incloure-la en moltes llistes de l'AFI, incloses les següents:
- AFI's 100 anys... 100 pel·lícules – nº 49[59]
- AFI's 100 anys... 100 pel·lícules (edició de 10è Aniversari) – nº 34[60]
- AFI's 10 Top 10 – nº 1 Pel·lícula d'animació[61]
- AFI's 100 anys... 100 herois i dolents: La reina – nº 10 dolents[62]
- AFI's 100 anys... 100 cançons: "Someday My Prince Will Come" – nº 19[63]

## Llegat
Després de l'estrena de la pel·lícula, es van vendre una sèrie de marxandatge temàtic de Blancaneus, com ara barrets, nines, llavors de jardí i ulleres. El marxandatge de la pel·lícula va generar vendes per 8 millions de dòlars dels Estats Units, equivalents a més de 100 millions ajustat a la inflació. La propietat intel·lectual de la pel·lícula s'ha franquiciat en una àmplia gamma de mitjans, com ara un musical de Broadway, videojocs i atraccions a parcs temàtics.
L'èxit de Blancaneus va portar a Disney a avançar amb més produccions de llargmetratges. Walt Disney va utilitzar gran part dels beneficis de La Blancaneus i els set nans per finançar un nou estudi de 4,5 milions de dòlars a Burbank – la ubicació on es troben els Walt Disney Studios. En dos anys, l'estudi va completar Pinotxo i Fantasia i havia començat la producció de Dumbo, Bambi, Alícia al país de les meravelles i Peter Pan.
Els drets d'autor de la pel·lícula es van renovar l'any 1965 i, com a obra publicada de 1937, passarà al domini públic estatunidenc l'1 de gener de 2033.

### Adaptacions al còmics
La tira còmica Silly Symphony va publicar una adaptació de quatre mesos de La Blancaneus i els set nans del 12 de desembre de 1937, fins al 24 d'abril de 1938. El còmic va ser escrit per Merrill De Maris, i dibuixat per Hank Porter i Bob Grant. Aquesta adaptació es va tornar a publicar diverses vegades com a còmic, la darrera el 1995.
Mondadori, l'editor oficial italià de cómics de Disney que després es distribuïen per part d'Europa, va produir diverses seqüeles de còmics de la pel·lícula de 1937. La primera història es va publicar l'any 1939.

### Parcs temàtics

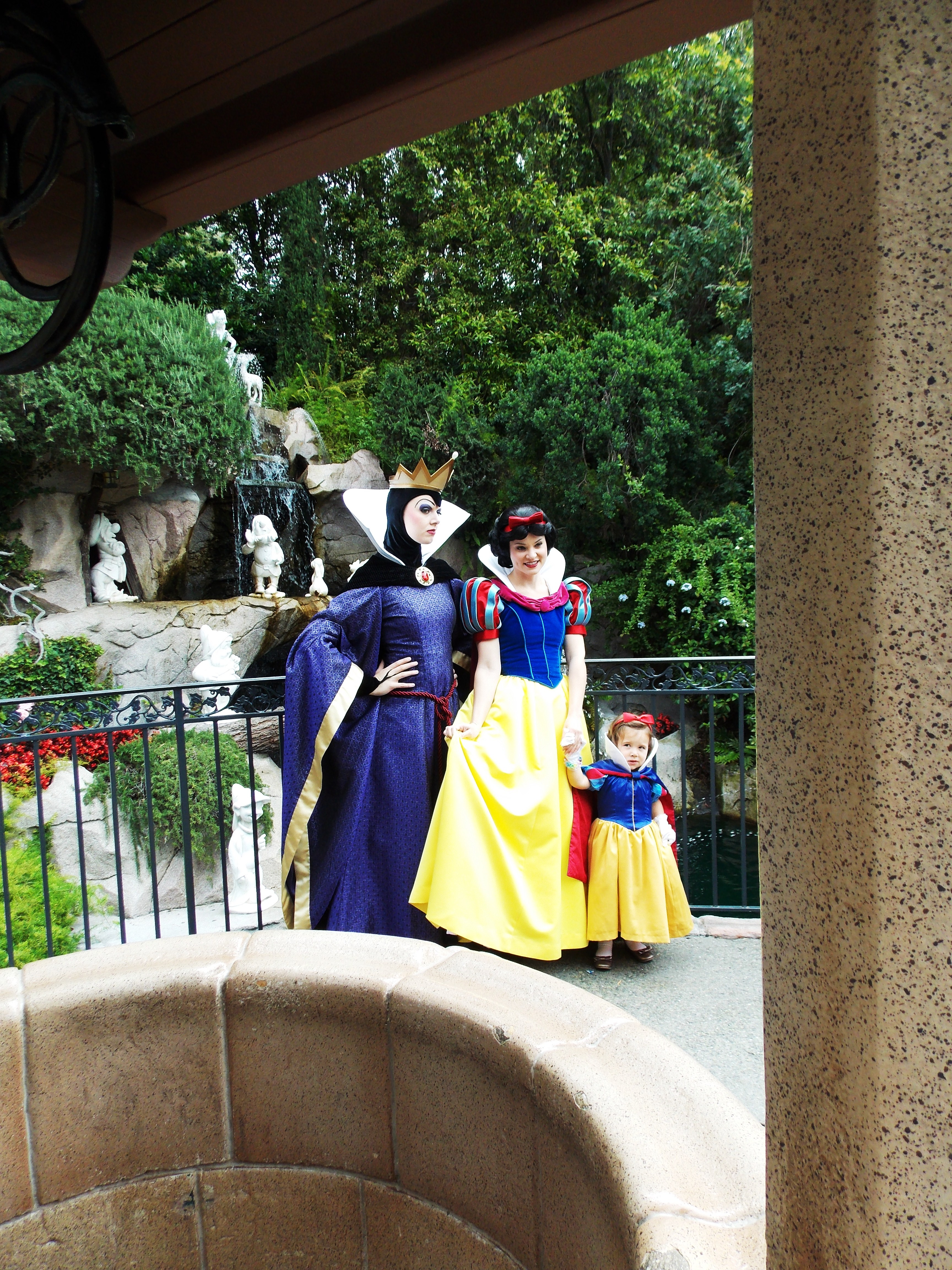
La Blancaneus i la Reina a Disneyland, amb una visitant el 2012.

Snow White's Enchanted Wish (anomenada Snow White's Scary Adventures fins al 2020) és una atracció popular al parc temàtic a Disneyland (una atracció del dia des de l'obertura que data de 1955), Tokyo Disneyland, i Disneyland Paris. Fantasyland a Magic Kingdom de Walt Disney World Resort va experimentar una expansió del 2012 al 2014. L'atracció Snow White's Scary Adventures (Les aventures de la por de la Blancaneus) va ser substituïda per Princess Fairytale Hall (el Saló de la Princesa de conte de fades), on es troben Blancaneus i altres princeses per a una reunió i salutació. A l'expansió del 2013 de Fantasyland hi ha la muntanya russa Seven Dwarfs Mine Train (Tren de la mina dels set nans).

### Pel·lícula d'imatge real
Disney's Snow White,. o símplement Snow White, és una propera pel·lícula fantàstica musical dirigida per Marc Webb, a partir d'un guió de Greta Gerwig i Erin Cressida Wilson. Coproduït per Walt Disney Pictures i Marc Platt Productions, és una adaptació d'imatge real de la pel·lícula d'animació de 1937. La pel·lícula és protagonitzada per Rachel Zegler com el personatge principal i Gal Gadot com la Reina malvada.
Els plans per a una nova versió de Blancaneus i els set nans de 1937 es van confirmar a l'octubre de 2016, amb Wilson anunciat com a guionista. Webb va entrar en converses per dirigir la pel·lícula el maig de 2019 i es va unir a la pel·lícula com a director el setembre de 2019. El rodatge es va dur a terme principalment als Pinewood Studios a Anglaterra de març a juliol de 2022, amb rodatges addicionals el juny de 2024. Blancaneus està previst que s'estreni als Estats Units el 21 de març de 2025.